# Българи в Люксембург
Българите в Люксембург са около 659 души.

## Култура
Дружества
- Българско-люксембургско дружество за приятелство „Клуб 93“ – Люксембург (от 1993)